# Aleksy (van der Mensbrugghe)
Aleksy, imię świeckie Albert van der Mensbrugghe (ur. 9 lipca 1899 w Sint-Niklaas, zm. 26 maja 1980 w Düsseldorfie) – flamandzki duchowny katolicki, następnie biskup prawosławny służący w jurysdykcji Rosyjskiego Kościoła Prawosławnego.

## Życiorys
Został ochrzczony w Kościele rzymskokatolickim i wychowany w tymże wyznaniu. Ukończył gimnazjum jezuickie w Gandawie. Następnie wstąpił do zakonu benedyktynów i ukończył studia filozoficzne w college'u przy opactwie św. Andrzeja w Brugii. W zakonie otrzymał imię zakonne Maur. W 1925 ukończył studia teologiczne, następnie kształcił się w Papieskim Instytucie Wschodnim. Święcenia diakońskie przyjął we wrześniu 1924, zaś kapłańskie – 9 sierpnia 1925.
Pod wpływem wrażenia, jakie wywarła na nim Święta Liturgia w obrządku bizantyjskim, zaczął samodzielnie studiować teologię prawosławną. W 1928 spotkał się w Paryżu z prawosławnym teologiem Siergiejem Bułgakowem oraz z egzarchą zachodnioeuropejskim, metropolitą Eulogiuszem. Rok później przeszedł na prawosławie, pozostając w stanie mniszym, zmieniając jednak imię na Aleksy. Jego święcenia diakońskie i kapłańskie zostały uznane za ważne. Służył w Wielkiej Brytanii jako prywatny kapelan prawosławnej rodziny. Następnie był również proboszczem w etnicznie rumuńskiej parafii prawosławnej oraz kapelana bractwa świętych Albana i Sergiusza z Radoneża. Uzyskał obywatelstwo brytyjskie. W 1945, po ponownym nawiązaniu kontaktu z rosyjskim egzarchą zachodnioeuropejskim, zerwanego z powodu wojny, powierzono mu kierowanie parafią prawosławną w Amsterdamie, gdzie pozostał przez rok.
Od 1946 do 1950 wykładał w Prawosławnym Instytucie św. Dionizego w Paryżu; w 1946 otrzymał godność archimandryty. Brał udział w opracowywaniu francuskojęzycznego przekładu liturgii prawosławnej w rycie zachodnim. Następnie razem z Jewgrafem Kowalewskim tworzył Kościół Katolicko-Prawosławny Francji, posługujący się rytem zachodnim, mający na celu prowadzenie pracy misyjnej wśród Francuzów. Kościół ten nie został uznany przez inne Cerkwie lokalne za kanoniczny. W 1959 archimandryta Aleksy zdecydował się na powrót do Rosyjskiego Kościoła Prawosławnego; służbę duszpasterską prowadził przez kolejny rok w soborze Trzech Świętych Hierarchów w Paryżu.

### Biskup
31 sierpnia 1960 otrzymał nominację na biskupa pomocniczego Egzarchatu Zachodnioeuropejskiego z tytułem biskupa Medon. Jego chirotonia biskupia odbyła się 1 listopada tego samego roku w soborze Trzech Świętych Hierarchów w Paryżu. Biskup Aleksy przez kilka lata nadal służył w Paryżu, zaś w 1968 został biskupem filadelfijskim, wikariuszem eparchii nowojorskiej. W 1970 otrzymał godność arcybiskupa. Przez kilka miesięcy w tym roku służył w Meksyku, następnie na polecenie Świętego Synodu Kościoła kontrolował sytuację parafii Rosyjskiego Kościoła Prawosławnego w RFN. Otrzymał tytuł arcybiskupa Niemiec Północnych, w 1971 zmieniony na arcybiskup Düsseldorfu. Brał udział w Soborze Lokalnym Rosyjskiego Kościoła Prawosławnego w 1971. Był uczestnikiem ruchu ekumenicznego.
W 1979 na własną prośbę odszedł w stan spoczynku z powodu choroby. Zmarł rok później i został pochowany w Sint-Niklaas w rodzinnej kwaterze na miejscowym cmentarzu.